# Club Deportivo Provincial Ovalle Fútbol Club
O Club de Deportes Provincial Ovalle, também conhecido como Provincial Ovalle, é um clube de futebol chileno, com sede em Ovalle, comuna e capital da província de Limarí, na região de Coquimbo.
Fundado em 1º de junho de 1942, o clube manda seus jogos no Estádio Diaguita, praça esportiva de propriedade da Municipalidade [ou "Prefeitura"] de Ovalle, com capacidade estimada para 5 160 espectadores.
Compete desde 2024 na Segunda División Profesional, a terceira e última divisão profissional do Campeonato Chileno.

## História

### Origem
O clube nasceu com a intenção de se inscrever no campeonato da Tercera División B (quinta divisão; amadora). Para isso, o Club Deportivo Socos — fundado em 1942 e pertencente à Associação de Futebol Amador de Ovalle —, que já atendia aos requisitos para a inscrição, contou com o apoio das autoridades locais e decidiu mudar de nome para Provincial Ovalle. Dessa forma, com a fusão, o clube conseguiu ingressar na Tercera División B de 2016.

### 2016 — Estreia na quinta divisão chilena
Em 2016, o clube conseguiu se instalar na Tercera División B do Chile, junto com outras equipes da região, como Unión Compañías e Brujas de Salamanca, todos sonhando em levar a taça e conquistar o acesso para a Região de Coquimbo. Foi uma campanha dura no "Grupo Norte", onde o jogador ovallino Felipe Arias entrou para a história do clube ao marcar o primeiro gol do "Ciclón" nesta divisão, tendo como vítima a equipe do Unión Compañías. Finalmente, naquele ano de 2016, o clube, com um aproveitamento de 75%, conseguiu sagrar-se campeão da Tercera División B e ascendeu à Tercera División A após vencer o hexagonal final com 25 pontos.

### 2017 a 2022 — Primeiros anos na quarta divisão
O clube estreou na quarta divisão oficialmente em 23 de abril de 2017, visitando a equipe do Club Deportivo Estación Central, e conquistou a vitória por 1–0. Ao término do campeonato, o time ovallino terminou na 12ª posição, com um total de 30 pontos, permanecendo fora da zona de rebaixamento e garantindo mais uma temporada na divisão.
Na edição de 2018, terminou na décima colocação, com um total de 37 pontos, ficando distante tanto do descenso quanto do acesso à Segunda División Profesional, terceira divisão do futebol chileno.
No início de 2018, o time ovallino foi convidado a disputar, pela primeira vez em sua história, a Copa do Chile. Sua estreia ocorreu em 28 de abril, atuando como mandante frente ao Cobreloa, em uma série de ida e volta que terminou favorável ao time da Província de El Loa, com um agregado de 1–7, sendo derrotado por 1–4 em Ovalle e 3–0 em Calama.
Em 2019, o clube terminou na quinta posição da tabela geral da divisão, garantindo a classificação para a Liguilla de Ascenso. Na estreia dessa fase, visitou o Deportes Concepción (mais tarde campeão da liguilla), perdendo por 1–0 na chave. O time ovallino terminou a liguilla na última colocação, sem conseguir o acesso à Segunda División Profesional.
Durante a temporada de 2022, participou pela segunda vez da Copa do Chile. Na primeira fase, por ser o clube de categoria inferior, teve o direito de disputar a partida única em Ovalle, onde avançou ao empatar em 1–1 com o San Marcos de Arica e vencer por 3–2 na decisão por pênaltis. Na segunda fase, sob os mesmos critérios da anterior, jogou novamente como mandante em partida única e venceu o Deportes Copiapó por 3–2, avançando de fase e se destacando como o único clube de sua divisão a chegar a essa etapa. Acabou eliminado na terceira fase frente à Unión Española, agora em confrontos de ida e volta, com um placar agregado de 6–0 a favor da equipe da Primeira Divisão, sendo derrotado por 5–0 em Independencia e 0–1 em Ovalle.

### 2023 — Histórico acesso ao futebol profissional
No início da temporada de 2023, o clube participou pela terceira vez da Copa do Chile, derrotando na fase preliminar, em confrontos de ida e volta, o Brujas de Salamanca por um agregado de 7–1, avançando assim para a fase regional. Nessa etapa, porém, foi eliminado em jogo único contra o Deportes Copiapó, com uma derrota por 2–1.
Na temporada regular da Tercera División A de 2023, após um início irregular sob o comando do técnico Ítalo Pinochet — que deixou o cargo após a 6ª rodada da fase de grupos — o time conseguiu classificar-se para o Octogonal de Ascenso já sob a direção técnica de Luis Pérez Franco, ficando em 4º lugar em seu grupo. Uma vez na fase final pelo acesso, o elenco ovallino protagonizou uma campanha memorável, mantendo-se invicto até a 11ª rodada das 14 do octogonal e alcançando o sonhado acesso ao futebol profissional ao derrotar, diante de um Estádio Diaguita lotado, seu clássico rival da divisão, Unión Compañías, por 2–0.
Já com o acesso garantido à Segunda División Profesional, no dia seguinte foi confirmada a notícia que todos os ovallinos aguardavam com ansiedade: o título de campeão da Tercera División A. Esse feito se concretizou graças ao empate em 1–1 entre as equipes do Concón National e Provincial Ranco, permitindo que o clube somasse mais um troféu à sua galeria, ao lado do já conquistado Campeonato da Tercera División B em 2016.

### 2024
Na temporada 2024, o Provincial Ovalle terminou na 8ª posição, com 33 pontos, sem chances de lutar pelo título.

## Cronologia no Campeonato Chileno de Futebol
| Período | Período | Nível            | Nível        | Competição           | Organização                                 | Organização |
| ------- | ------- | ---------------- | ------------ | -------------------- | ------------------------------------------- | ----------- |
| 2016    | 2016    | Quinta divisão   | Amador       | Tercera División B   | Associação Nacional do Futebol Amador       | ANFA        |
| 2017    | 2023    | Quarta divisão   | Amador       | Tercera División "A" | Associação Nacional do Futebol Amador       | ANFA        |
| 2024    | hoje    | Terceira divisão | Profissional | Segunda División     | Associação Nacional do Futebol Profissional | ANFP        |

## Títulos
| CAMPEONATOS NACIONAIS | CAMPEONATOS NACIONAIS | CAMPEONATOS NACIONAIS | CAMPEONATOS NACIONAIS | CAMPEONATOS NACIONAIS |
| Nível                 | Nível                 | Competição            | Título                | Ano                   |
| --------------------- | --------------------- | --------------------- | --------------------- | --------------------- |
| Quarta divisão        | Amador                | Tercera División "A"  | 1                     | 2023                  |
| Quinta divisão        | Amador                | Tercera División "B"  | 1                     | 2016                  |